# Ptah
En la mitologia egípcia Ptah ("creador") és un déu creador i deïtat patrona de Memfis, així com dels artesans. A diferència de Sokar, un altre déu dels artesans, Ptah estava associat amb alguns artesans basats en la pedra. Apis era el seu oracle.
Estava casat amb Sekhmet o (més estranyament) Bastet. La seva descendència inclou Nefertem, Mihos, Imhotep i Maahes. En alguns mites fou el creador de Ra.
En l'art se'l representava com un home momificat sostenint un ceptre amb les seves mans que estava guarnit amb un ankh, was i djed (símbols de la vida, poder i estabilitat, respectivament).
En ser Ptah un dels déus creadors més antics de l'antic Egipte, els seus temples es trobaven per tot Egipte. Tardanament, entre el 712 i el 332 aC, fou combinat amb Seker i Osiris per crear Ptah-Seker-Osiris un déu de la mort. Com a Tanen, Ptah era conegut com un déu de les ànimes i l'inframon.
Noms alternatius: Ta-tenen, Tanen, Tathenen.